# Gibson City (Illinois)
Gibson City je grad u američkoj saveznoj državi Ilinois. Prema popisu stanovništva iz 2010. u njemu je živjelo 3.407 stanovnika.